# Этюды втроём
«Этюды втроём» (исп. Castillos de cartón) — испанский фильм-драма 2009 года режиссёра Сальвадора Гарсия Руиса. Экранизация одноимённого романа Альмудены Грандес.

## Сюжет
Мария Хосе, студентка Академии изящных искусств, замечает явный интерес к ней со стороны однокурсника Маркоса. Тот не сводит с неё глаз и увлечённо рисует её портрет. Молодые люди чувствую влечение друг к другу, но когда они наконец остаются наедине, в комнату заходит лучший друг Маркоса Хайме. Это становится началом истории любви и страсти втроём.

## В ролях
- Адриана Угарте — Мария Хосе
- Нило Мур — Маркос
- Бьель Дуран — Хайме

## Критика и отзывы
В общем и целом, критика и рейтинги испанской прессы в адрес «Этюдов втроём» не превышают 7 баллов из 10. Некоторые эксперты сходятся во мнении, что режиссёр не решает проблемы персонажей. Также большинство отмечает превосходство эротических сцен над содержанием и отношениями героев вне постели.